# Tubará

Localização do município de Tubará no departamento de Atlántico.

Tubará é um município da Colômbia no departamento de Atlántico.